# Chicozapote (Nacajuca)
Chicozapote es una localidad del municipio de Nacajuca ubicado en la subregión centro del estado mexicano de Tabasco.

## Geografía
La localidad de Chicozapote se sitúa en las coordenadas geográficas 18°12′44″N 92°55′03″O / 18.212222, -92.917500, a una elevación de 1 metro sobre el nivel del mar.

## Demografía
Según el Conteo de Población y Vivienda 2020, efectuado por el Instituto Nacional de Estadística y Geografía, la localidad de Chicozapote tiene 634 habitantes, de los cuales 314 son del sexo masculino y 320 del sexo femenino. Su tasa de fecundidad es de 2.31 hijos por mujer y tiene 183 viviendas particulares habitadas.
| Gráfica de evolución demográfica de Chicozapote entre 1980 y 2020 |
|                                                                   |
| INEGI.                                                            |